# Simulium pseudocallidum
Simulium pseudocallidum är en tvåvingeart som beskrevs av Diaz Najera 1965. Simulium pseudocallidum ingår i släktet Simulium och familjen knott. Inga underarter finns listade i Catalogue of Life.